# Пневмооболочка
Пневмооболочка была произведена и введена в эксплуатацию в 80-х годах 20 века как удобная, быстрая и экономически выгодная альтернатива безопасного раскрепления груза в ISO-контейнере, крытом вагоне, грузовом автомобиле и океанском судне. При компактной закладке груза использование пневмооболочки положительно влияет на безопасность движения. По данным Европейской Комиссии Департамента Транспорта, было подсчитано, что до 25 % аварий с участием грузовых автомобилей связано с недостаточным креплением груза. Помимо аварии, неправильное крепление груза также может привести к порче или полной потере груза, гибели людей, потере транспортного средства, а также может привести к негативному воздействию на окружающую среду.

## Использование
Крепление грузов в транспортных средствах осуществляется путём укладки пневмооболочек в технологические пустоты между грузами и закачкой воздуха в пакеты. Пневмооболочки представляют собой воздушные двухслойные пакеты прямоугольной формы с впускным/выпускным клапаном. Подобная конструкция воздушных пакетов обуславливает ряд их уникальных эксплуатационных характеристик. Пакеты являются влагонепроницаемыми и абсолютно герметичными, позволяют надежно фиксировать и изолировать грузы любых размеров и конфигураций благодаря полному заполнению полостей между грузами.
Пакеты доступны по различным размерам и конструкциях (выдерживают до 30 тонн нагрузки). Пневмооболочки могут быть использованы для крепления, безопасности и защиты груза во всех видах транспорта, за исключением воздушного. Использование пневмооболочек позволяет раскреплять самый различный груз на поддонах, а также раскреплять отдельно рулоны, бочки, ящики, коробки и прочее.
Пакеты могут использоваться множество раз для крепления груза при транспортировке, срок использования зависит от правильной эксплуатации.

## Безопасность и легкость в эксплуатации
Воздушные пакеты легки в эксплуатации, надуваются в течение двух-трёх минут (в зависимости от мощности компрессора) одним человеком. Воздушные пакеты безопасны в использовании как при отгрузке, так и при приемке груза. Воздушный пакет также может надуваться с помощью внутреннего компрессора грузовой машины.

## Важно
Чрезвычайно важно при использовании пневмооболочки просчитать необходимый размер под погрузку и крепление продукции. Если расчёты не будут произведены, то пневмооболочки не будут выполнять свою работу должным образом. Воздушные крепежные пакеты нельзя использовать в качестве распорки против двери, а также любых не жестких поверхностей.

## Экология
Бумажные пакеты просто утилизировать- любой пункт приёма вторресурсов- макулатуры.

## Типы пневмооболочек

### Бумажный (крафт)
Бумажные пакеты сделаны из двух компонентов, внутренний компонент состоит из внутренней полиэтиленовой пневмоболочки, внешний компонент высокопрочная оберточная бумага из слабопроваренной длинноволокнистой сульфатной целлюлозы крафт-бумаги.

### Полипропиленовая пневмооболочка
Это двухслойная конструкция, оснащенная клапаном, основным элементом которой является внутренний пакет-вкладыш из упрочнённого полиэтилена.
Внутренний герметичный пакет-вкладыш изготовлен из полиэтиленовой пленки высокого давления, с двумя поперечными сварными швами, который и обеспечивает основные эксплуатационные характеристики.
Наружная оболочка изготовлена из рукавной ламинированной полипропиленовой пленки и несет защитную функцию, предотвращая внутренний пакет-вкладыш от повреждений во время эксплуатации.
В оболочку встроен впускной/выпускной клапан для заполнения оболочки воздухом.
Для сшивания пневмооболочки применяют нити и уплотняющие шнуры из высокопрочного нейлона.
Данные воздушные пакеты являются влагонепроницаемыми и абсолютно герметичными, позволяют надежно фиксировать и изолировать грузы любых размеров и конфигураций. На данный момент данные воздушные крепежные пакеты являются наилучшими при транспортировке тяжелых и особо тяжелых грузов(согласно протоколу № 80-2-11 Л
от 30 мая 2011 г. ИС ВНИИГС).

## Недостатки
Пневмооболочки нельзя использовать при выпирающих гвоздях и других острых предметах, это может привести к потере функционального качества воздушного крепёжного пакета.

## Другие обозначения пневмооболочки
- Воздушный пакет
- Воздушный крепежный пакет
- Dunnage bags
- Air bags
- Inflatable bags
- Pneumatic dunnage bags
- Dunnage Air Bags